# Elvira Anes da Maia
Elvira Anes da Maia ou em alguns casos, Elvira Anes de Sousa (c. 1210 - c. 1258) foi uma rica-dona portuguesa do século XIII.

## Biografia
Elvira era uma das três filhas de João Pires da Maia e de Guiomar Mendes de Sousa. Pertencia, portanto à grande linhagem dos da Maia, nascendo por volta de 1210. Cedo ficou órfã de pai, tendo sido determinado (decisão esta que constituiria um caso excecional) que após a morte do pai (c.1226), as filhas ficariam a cargo da família materna, isto é, a Casa de Sousa.

### O patrocínio Sousão da cultura

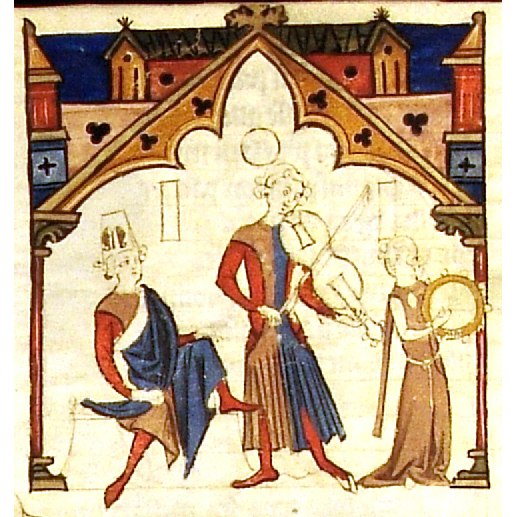
Trovadores, representados no Cancioneiro da Ajuda.

A morte prematura de Afonso II em 1223 levara à ascensão da família de Sousa, que à chegada de Elvira e das irmãs já detinha algum poder  sobre o rei menor Sancho II de Portugal. O chefe da família, Gonçalo Mendes II de Sousa, conseguira a mordomia em dezembro de 1224, e o governo de várias tenências, sobretudo na região da Beira.
A família de Sousa, enquanto uma entidade mais separada da coroa, seria a maior patrocinadora da trovadorismo, e os tios e primos de Elvira estavam muito ligados a esta atividadeː Gonçalo Mendes e Garcia Mendes II, Gonçalo Garcia e Fernão Garcia. Gonçalo Mendes armaria cavaleiro Gonçalo Gomes de Briteiros, irmão do trovador Rui Gomes de Briteiros.
O ambiente geralmente régio em que se centrava esta atividade deparava-se em Portugal com um ambiente mais senhorial, que era o que de facto recebia e fazia florescer o trovadorismo, na língua vernácula (galego-português), em oposição à preferência da cúria régia pelo latim tradicional que continuava a manifestar-se em documentos desta proveniência.

### O rapto
Segundo os Livros de Linhagens, Elvira teria sido raptada por Rui Gomes de Briteiros, que contrariamente ao habitual, não foi alvo de qualquer desafio ou ameaça por parte da família que a raptou (os Sousas).  Note-se que o mais antigo destes, o Livro Velho de Linhagens, nem sequer o menciona. Alguns autores defendem a teoria de que o facto de não ter sido vítima de qualquer revelia de tal ato poderia dever-se ao facto de estar relacionado da família da raptadaː Rui Gomes era irmão de Gonçalo, armado cavaleiro por Gonçalo Mendes II, e fazia parte do séquito militar da família de Sousa. De qualquer forma, tendo ou não ocorrido, tal evento é datado por volta de 1230.

#### Na literatura

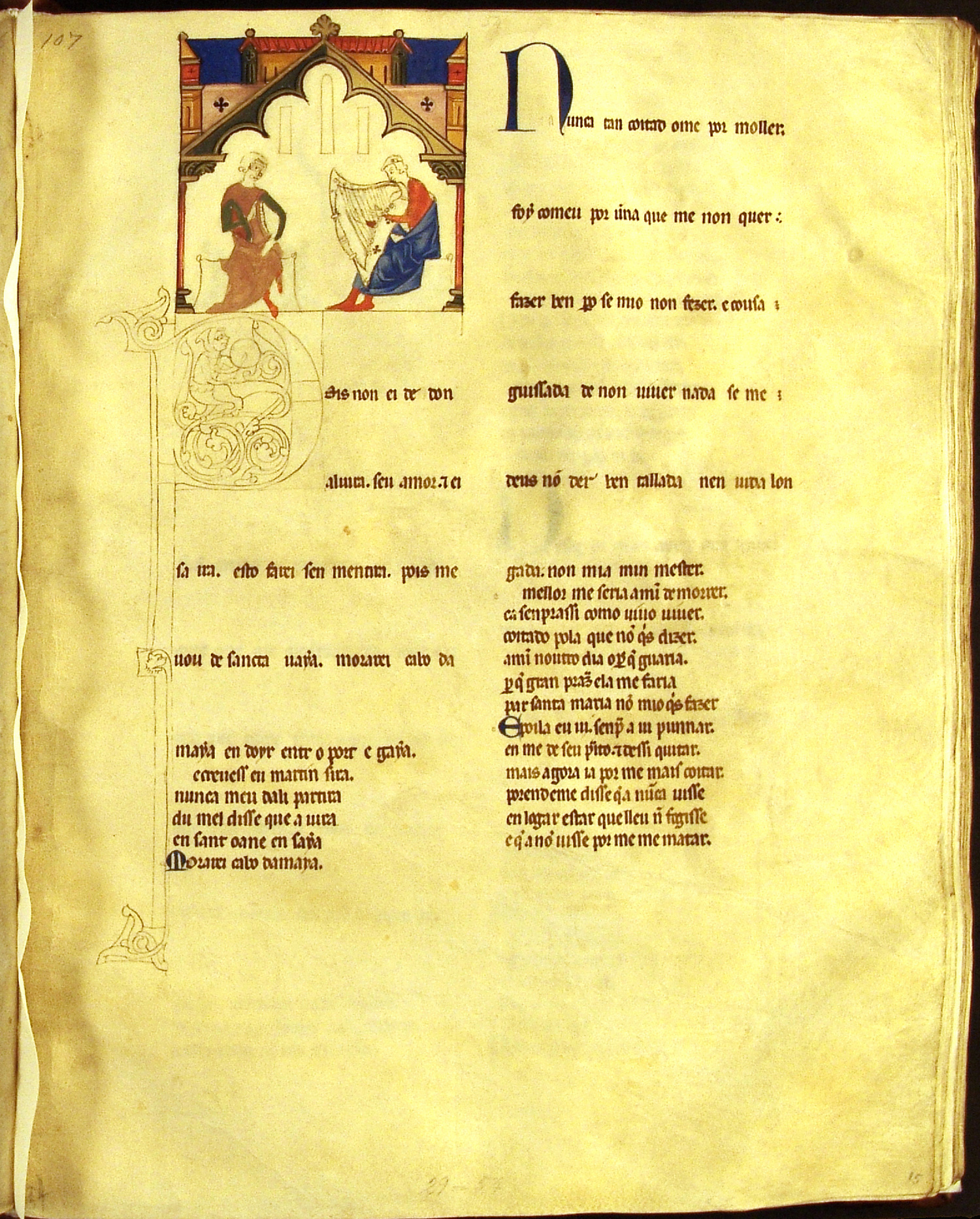
Cancioneiro da Ajuda, que integra a cantiga Pois nom hei de Dona Elvira

O rapto de Elvira, apesar de não ter tido eco no Livro Velho, foi mediático nos meios trovadorescos, como não poderia deixar de ser, uma vez que a família adotiva era a maior protetora do trovadorismo. Conhecem-se duas composições relativas a este raptoː

Pois nom hei de Dona Elvira (Análise da Cantiga)

Pois nom hei de Dona Elvira 
 seu amor e hei sa ira, 
 esto farei, sem mentira:
pois me vou de Santa Vaia,
morarei cabo da Maia, 
 em Doiro, antr'o Porto e Gaia 

Se crevess'eu Martim Sira, 
nunca m'eu dali partira 
d'u m'el disse que a vira: 
em Sanhoane e em saia 
Morarei cabo da Maia, 
 em Doiro, antr'o Porto e Gaia 

Pois boas donas som desemparadas  (Análise da Cantiga)

Esta cantiga de cima fez Martim Soares a Roi Gomes de Briteiros, que era infançom [e se tornou] ric'homem, porque roussou Dona Elvira Anes, filha de Dom Joam Peres da Maia e de Dona Guiomar Meendes, filha del Conde Meendo.

Pois boas donas som desemparadas 
e nulho hom nõn'as quer defender,
non'as quer'eu leixar estar quedadas,
mais quer'en duas per força prender, 
ou três ou quatro, quaes m'eu escolher,
pois nom ham já per quem sejam vengadas: 
netas do Conde quer'eu cometer,
que me seram mais pouc'acoomiadas!

Netas de Conde, viúvas nem donzela,
essa per rem nõn'a quer'eu leixar;
nem lhe valrá se se chamar mesela,
nem de carpir muito, nem de chorar,
ca me nom ham por en a desfiar 
seu linhagem, nem deitar a Castela;
e veeredes meus filhos andar 
netos de Gued'e partir em Sousela. 

Se eu netas de Conde, sem seu grado,
tomar, em tanto com'eu vivo for,
nunca por en serei desafiado,
em pararei mia natura peior,
ante farei meu linhagem melhor, 
o que end'é de Gueda, mais baixado; 
e veeredes, pois meu filho for 
neto de Gueda, com condes miscrado!

### Últimos anos
Elvira terá enviuvado por volta de 1249, e herdou o património do marido, uma vez que só posteriormente à sua própria morte, ocorrida por volta de 1258, que os filhos fizeram a partição dos seus bens. A sua morte terá que ter ocorrido forçosamente antes de 19 de junho, pois é neste dia, em Guimarães, que ocorre a divisão dos bens.

## Casamento e descendência
Elvira desposou o seu suposto raptor, o trovador D. Rui Gomes de Briteiros, por volta de 1230, e dele teve:
- Mem Rodrigues de Briteiros, c.c. Maria Anes da Veiga, com descendência;
- João Rodrigues de Briteiros, c.c. Guiomar Gil de Soverosa, com descendência;
- Maria Rodrigues de Briteiros , monja no Mosteiro de Arouca
- Teresa Rodrigues de Briteiros, c.c. Lourenço Martins de Berredo
- Sancha Rodrigues de Briteiros, c.c. Pedro Ponces de Baião
- Urraca Rodrigues de Briteiros, monja no Mosteiro de Lorvão